# Partit dels Socialistes Revolucionaris d'Ucraïna
El Partit del Socialistes Revolucionaris d'Ucraïna (UPSR), (ucraïnès: Українська партія соціалістів-революціонерів (УПСР) Ukraïnska partia sotsialistiv-revoliutsioneriv (UPSR), fou un partit polític ucraïnès creat a principis del segle xx, amb Mykola Kovalevsky al capdavant. El seu equivalent a Rússia fou el Partit Social-Revolucionari.
Aquest partit col·laborà estretament amb les diferents formacions sindicals i camperoles d'Ucraïna. Una de les seves figures més importats fou Mikhailo Hruixevski, que s'hi adherí el 1917.